# Donje Trnjane
Donje Trnjane je naselje u gradu Leskovcu, Jablanički upravni okrug, Srbija. Prema popisu iz 2022. godine u Donjem Trnjanu je živjelo 223 stanovnikа.